# Миусское муниципальное образование
Миусское муниципальное образование — сельское поселение в Ершовском районе Саратовской области Российской Федерации.
Административный центр — село Миусс.

## История
Статус и границы сельского поселения установлены Законом Саратовской области от 27 декабря 2004 года № 82-ЗСО «О муниципальных образованиях, входящих в состав Ершовского муниципального района»

## Население
| 2010  | 2011  | 2012  | 2013  | 2014  | 2015  | 2016  |
| ----- | ----- | ----- | ----- | ----- | ----- | ----- |
| 1739  | ↘1731 | ↘1632 | ↘1586 | ↘1501 | ↘1441 | ↘1391 |
| 2017  | 2018  | 2019  | 2020  | 2021  |       |       |
| ↘1352 | ↘1299 | ↘1248 | ↘1191 | ↘1123 |       |       |

## Состав сельского поселения
| № | Населённый пункт | Тип населённого пункта       | Население |
| - | ---------------- | ---------------------------- | --------- |
| 1 | Ковелинка        | село                         | ↘101      |
| 2 | Миусс            | село, административный центр | ↘545      |
| 3 | Нестерово        | село                         | ↘395      |
| 4 | Чкалово          | село                         | ↘352      |
| 5 | Чугунка          | село                         | ↘346      |